# La hermana cruel
La hermana cruel es una antología del escritor cubano-español Alfonso Hernández Catá, publicada en 2022 como reivindicación del tema de la locura como fruto de la marginación social.

"La hermana mayor se llama muerte; la segunda, locura... Una es fatal; la otra, cruel."

## La antología
Dado que la temática conductora de la antología es la locura, los cuentos aparecen organizados en favor de dicho motivo: los primeros reflejan la mirada más pesimista del autor, acorde a la estética de lo feo, y avanzan hacia lo que se podría denominar como un tratamiento de la locura más enfocado en la Belleza. Son relatos que se catalogan como estéticos, bien si lo bello y lo feo pudieran parecer antagonistas son en verdad –y de acuerdo con la teoría de la Belleza– dos caras de la misma moneda, lo feo sería lo bello negativo y lo bello sería lo feo positivo. Así estos relatos reflejan bien esa idea en relación con la locura, donde se está se muestra como lo feo bello, una belleza en el mal, una contraparte estéticamente bella del mal.
Catá nombra a la locura como un catalizador necesario del progreso humano, y recupera en ella (la hermana cruel, el veneno curativo) la belleza del mal, una estética de la fealdad… Los personajes de Catá son aquellos que van por la vida con un andar unas veces de superciegos y otras de superlúcidos. Enajenados, sí, pero dueños (y también víctimas) del drama que les permite concebir nuevas formas de ver el mundo y la realidad miserable de la que no pueden escapar, pero que –gracias a su lucidez– pueden cuestionar de alguna manera.

## Relatos
- Deberes:[1] un jefe del servicio secreto del Ministerio de Guerra sufre de demencia senil, producto del quiebre del muro que separaba su placentera vida familiar y las atrocidades que llevaba a cabo en su trabajo.
- Alquimia:[2] un soldado se ve obligado a fusilar a un compañero y el remordimiento lo enloquece, por lo que decide aislarse de su vida anterior. Se trata el tema de la obediencia como agente enloquecedor y alienante.
- El purgatorio:[3] un adicto a la morfina ingresa a un hospital para desintoxicarse, pero finalmente recae en sus hábitos pasados.
- Atentado:[4] el jefe de  una estación de trenes cree que ha muerto y que el crimen que ha cometido es culpa de un espíritu que lo ha poseído.
- El ciego:[5] un hombre ciego se vuelve loco de celos cuando ve su matrimonio amenazado por otro hombre.
- En la zona de sombra:[6] una mujer casada por obligación empieza a tener fantasías con unos leprosos que se han fugado del sanatorio.
- Cuento de lobos:[7] un vagabundo se refugia en los recuerdos de su difunta madre. Finalmente, encuentra la paz en el reencuentro con ella a través de la muerte.
- El niño Dios:[8] una mujer violada empieza a creer que el hijo que va a concebir es Dios.
- Preliminar:[9] de la edición Manicomio que Catá escribió en vida donde reflexiona sobre la locura y su papel en la sociedad.

## Publicaciones
Los 9 cuentos que forman la antología de La hermana cruel fueron publicados originalmente por Alfonso Hernández Catá entre 1913 y 1936 en diversas revistas y libros:
- Deberes, en Manicomio 1931.
- Alquimia, en Los siete pecados, 1919.
- El purgatorio, en La Esfera, 1922.
- Atentado, en Por Esos Mundos, 1913.
- El ciego, en Ahora, 1932.
- En la zona de sombra, en Manicomio, 1931.
- Cuento de lobos, en La Esfera, 1924.
- El niño dios, en La Esfera, 1918.

En mayo de 2022 la editorial Libros de la ballena publicará la antología La hermana cruel donde se recogerán por primera vez estos relatos con la temática de la locura como hilo conductor. Se trata de una edición llevada a cabo por los alumnos del Máster de edición de la Universidad Autónoma de Madrid. La recopilación de los relatos para la composición de esta antología fue llevada a cabo por Lidia Rodríguez, antigua alumna del máster y que además escribió el prólogo que acompaña a la antología.